# バブル世代

日本の人口ピラミッド（世代を注記）

バブル世代（バブルせだい）は、日本で、おおむねバブル景気の時期に就職した世代であり企業の大量一括採用で多くの大卒者が大手企業に就職できた時代であり有効求人倍率が1.4倍を上回る年もあった時代でもあり大卒の5割以上が東京証券取引所などの一部上場企業今ではプライム相当に入ったとも言われた。

## 定義
バブル世代は、バブル景気（内閣府景気基準日付第11循環拡張期、1986年〈昭和61年〉11月から1991年〈平成3年〉5月）に就職活動を行い、入社した世代をさす。

## バブル景気とバブル世代
バブル景気の時期は、1986年11月から1991年2月であり、有効求人倍率上1988年から1992年までが売り手市場であるが、就職活動は入社前に行われるためバブル世代に該当する世代とズレがある。
バブル世代には1965年（昭和40年）から1970年（昭和45年）生まれ、1965年（昭和40年）から1969年（昭和44年）生まれ、1965年（昭和40年）から1971年（昭和46年）生まれなどの定義がある。
大卒は1965年4月2日〜1971年4月1日生まれ、
短大・専門卒は1968年4月2日〜1973年4月1日生まれ、
高卒は1971年4月2日〜1976年4月1日生まれがバブル世代に該当する。
バブル世代の定義としては、1965年4月2日〜1976年4月1日生まれが正式。
なお、1990年前後の大学進学率は30%前後であり、短大への進学率及び専門学校への進学率がそれぞれ10%前後、さらに、大学卒業後に大学院への進学率も10%前後であり、最終学歴が大卒である人がとりわけ多いわけではない。
以下に主な学歴とバブル世代の関係を示す。☑の部分がバブル期に新入社した世代に該当する。
| 最終学歴＼年度生まれ                          | 1960 | 1961 | 1962 | 1963 | 1964 | 1965 | 1966 | 1967 | 1968 | 1969 | 1970 | 1971 | 1972 | 1973 | 1974 | 1975 | 1976 |
| --------------------------------------------- | ---- | ---- | ---- | ---- | ---- | ---- | ---- | ---- | ---- | ---- | ---- | ---- | ---- | ---- | ---- | ---- | ---- |
| 博士課程（3年制） 博士後期課程（3年制）       | Yes  | Yes  | Yes  | Yes  | Yes  |      |      |      |      |      |      |      |      |      |      |      |      |
| 修士課程（2年制） 博士前期課程（2年制）       |      |      |      | Yes  | Yes  | Yes  | Yes  | Yes  |      |      |      |      |      |      |      |      |      |
| 大卒（4年制）                                 |      |      |      |      |      | Yes  | Yes  | Yes  | Yes  | Yes  |      |      |      |      |      |      |      |
| 短大（3年制） 専門学校（3年制）               |      |      |      |      |      |      | Yes  | Yes  | Yes  | Yes  | Yes  |      |      |      |      |      |      |
| 短大（2年制） 高専（5年制） 専門学校（2年制） |      |      |      |      |      |      |      | Yes  | Yes  | Yes  | Yes  | Yes  |      |      |      |      |      |
| 専門学校（1年制） 高校（4年制）               |      |      |      |      |      |      |      |      | Yes  | Yes  | Yes  | Yes  | Yes  |      |      |      |      |
| 高校（3年制）                                 |      |      |      |      |      |      |      |      |      | Yes  | Yes  | Yes  | Yes  | Yes  |      |      |      |
| 中学校（義務教育）                            |      |      |      |      |      |      |      |      |      |      |      |      | Yes  | Yes  | Yes  | Yes  | Yes  |

※浪人や留年は除く、年度生まれとはその年の4月2日から翌年の4月1日生まれまでを指す。
補足
- 1965年（昭和40年）生まれの大卒と1967年（昭和42年）までに生まれた高専卒・専修学校（専門学校）卒・短大卒と1969年（昭和44年）までに生まれた高卒（1988年入社組）に限っては、前年の「公定歩合が戦後歴代最低の2.5%を記録」、「ブラックマンデーと、世界同時株安」、「造船不況からの脱却の遅延」などの要因により、就職は比較的困難であった。

- 多くの女性は「男性は仕事、女性は家庭」の戦後女性の価値観を引きずっており、専業主婦志向の女性が多数派であったが、「均等法第一世代」と呼ばれた新人類世代に続き、大都市圏の高学歴層を中心にキャリアウーマンを目指した女性も多かった。男性は団塊ジュニア世代と比べて、正規雇用率が高く非正規雇用者率が低い世代である[12]。

## 成長過程
ここでは、バブル期に大学を卒業した、1965年（昭和40年）4月2日から1971年（昭和46年）4月1日にかけて生まれた世代について述べる。

### 誕生
「バブル世代」が生まれた時期は高度経済成長の後半であり、公害問題が深刻化して、四日市ぜんそくや水俣病などの四大公害病が社会問題になっていた時期に当たる。ベトナム戦争の真っ只中で、1968年（昭和43年）を頂点とした全共闘や五月危機といった学生運動が高揚した時代に生まれた。

### 学生時代
「バブル世代」が小学校に入学した時期は1970年代（昭和40年代～昭和50年代）の第1次・第2次オイルショックの直前か直後であり、「フォークソング」が流行した時期であった。小学時代から中学時代にかけての1970年代（昭和40年代～昭和50年代）には、この世代の間で第二次怪獣ブームやスーパーカーブームが席巻した。女性の間ではモンチッチ、リカちゃん人形、キキララなどが流行した。アイドルでは天地真理、西城秀樹やキャンディーズ、ピンク・レディーがブームになっていた。
「バブル世代」が中学時代から高校時代に当たる1980年代前半はツッパリ文化の最盛期で、矢沢永吉やT.C.R.横浜銀蝿R.S.などの、リーゼントの髪型やロック音楽やツッパリ（不良）ファッションが、当時の学校の管理教育に反発する少年層の間で大流行した。校内暴力発生件数が戦後最多を記録したのもこの時期である（テレビドラマ「3年B組金八先生」（第2シリーズ）で「腐ったミカン」が話題となっていた。）。1980年代（昭和50年代）を通して、アイドルでは松田聖子、中森明菜、小泉今日子やたのきんトリオ、シブがき隊などがブームになっていた。
学生時代に、学習指導要領が改訂され、「詰め込み教育」から「ゆとり教育」に方針転換後に教育を受けた「ゆとり教育」世代を受けた最初の世代ともいわれている。しかし、実際には、内容はほとんどそのままで授業時間だけが削減されたため（但し当時はまだ学校週5日制ではなかった）、学校では、勉強の消化不良で落ちこぼれ生徒といった問題も起きた。
一方、入学試験などの受験競争が徐々に激しくなった世代であり、当時の学校のいじめ問題について、要因の一つとして受験競争によるストレスが挙げられている。高校進学率は当時は総合選抜制度や地元集中制度などの競争回避型の高校入試を実施していた都道府県も多かったため、高校進学率の低下傾向はほとんど現れず、約90%台を維持していたが、大学進学率は約30％台だった。大学・短大合格率は、1967年（昭和42年度）生まれから1971年（昭和46年度）生まれ（1986年（昭和61年度）から1990年（平成2年度））にかけて低下し続け、1990年（平成2年度）には大学合格率は63%になり、1967年（昭和42年度）の62%以来の最低の値となった。
高校・短大を出て就職し、寿退社するのが一般的だった女性のライフコースに、4年制大学を出て男性と同じように働く選択肢が加わるようになった世代とも表現される。

### 女子大生ブーム世代
大都市の大学に進学した者は、バブル文化の発信源として華やかなファッションブームや文化を生み出していった。1980年代の「女子大生ブーム」の時期にあって、都会の若い女性は消費対象としてもてはやされた。大学卒業時にはバブル景気により就職市場は大幅に好転、売り手市場となった。企業から人気の高い有名大学の学生は3S（寿司、ステーキ、ソープ（風俗））やディズニーランド、海外旅行で接待されたケースもあるという。当時の大卒就職市場の状況は、映画『就職戦線異状なし』が参考になる。

## バブル世代の社会環境

### 就職期
就職期にはバブル景気で、日本の景気が極めてよく、これを受けて事業を拡大・展開し業績を拡大するべく、各社こぞって高卒大卒を問わず人員募集数を拡大した。その結果、企業の求職人数は就職希望者を大幅に上回っていた。また、バブル世代の女性で高卒・短大卒・専門学校卒の者は、1986年（昭和61年）に施行された男女雇用機会均等法以後に初めて社会に出た世代でもある。
ただし注意を要するのは、この世代の全ての大学生が誰しも一流企業への就職が楽であったわけではなく、就職人気上位30社程度の一流企業には当時「指定校制度」が存在し採用対象を上位難関大学に限定していたこと、さらには大学進学率が同世代の3割程度であったことに留意する必要がある。バブル景気の恩恵を大きく得たのは大都市圏の国立・上位私立大学であり、一流企業は満遍なくあらゆる大学からの採用を増加させたのではなく、バブル景気以前より長年にわたって存在していた「指定校」に在学する学生の採用を大幅に増加させたことがこの世代の売り手市場の傾向であった。ただ、当時の指定校制度に漏れていた一般的な私立大学や地方の大学に所属する学生も業界2-4番手の大企業に就職できたことから、総じて就職活動は容易であったといえる。

### 青年期
個性至上主義が騒がれた世代でもあったため、バブル世代が就職する頃、企業側も個人を尊重するライフスタイルを加味し、年俸制の導入やフレックスタイム制を取り入れた形態が現れ始める。しかし、個人を尊重する弊害としてコミュニケーション不良による問題が生じ、2000年（平成12年）頃からはほとんどの企業がこの形態を取り止め、従来型運営に戻る。
バブル崩壊による不況が始まると、その影響で企業の採用人数が大幅に絞られたために労働負荷が増え、過密労働に陥る者も多く発生した。また、成果主義などの導入もあって賃金や給与、賞与などの所得が伸び悩んだり、社員研修などの教育費が削られ、経験すべきことを経験せずに昇格してしまうという事態が起こった。
1997年（平成9年）にはアジア通貨危機と消費税増税による景気後退が起こり、多くの会社が大規模な人員整理を行った。人員削減といっても関連会社への出向などで済んでいる者が多数派ではあるが、一部には企業の倒産や整理解雇を被り、派遣社員やフリーターに転落、「派遣切り」に遭遇した者もいる。

### 壮年期・中年期
管理職となる者が増えるに連れて、ポスト競争の激化と責任の重圧から精神的疾患を抱えるホワイトカラーやブルーカラーが増加している。社会生産性本部「産業人メンタル・ヘルス研究所調べ」では、バブル世代のほとんどが30代であった2004年時点での心の病が最も多い年齢層は30代で49.3%であった。
また、特に2008年（平成20年）のリーマンショック以降の不況によって職を失い、非正規雇用者となる者もおり、男性ではバブル世代が20代後半から30代前半に属していた1995年の非正規雇用者率は約3%程であったが、30代後半から40代前半に属していた2005年（平成17年）には約7%、2010年（平成22年）には約8%と増加傾向にある。
政府が高年齢者雇用安定法の改正により事実上70歳定年制導入を推し進めているため、人件費の硬直化を避ける企業がその前にボリュームゾーンであるバブル世代の圧縮を図る動きが相次いでおり、パナソニックグループ（パナソニックホールディングス）が事実上バブル世代を肩たたき（狙い撃ち）にしたリストラを発表するなど、各企業はバブル世代の人員削減を推し進めている。

## 特徴
世渡り上手で、社交的で対外的な人当たりも柔らかく、コミュニケーション能力が高いと評される反面、自分の対外的な評価をとても気にし、他人との比較で劣等感を持ちやすい「見栄っ張り」の気質がある。
日本のサブカルチャーが多様化・成熟化する以前に成人した世代であるため、欧米文化への憧れ・劣等感を引きずっており、後続の世代に比べ海外志向が強い。働く目的が食べていくためや家族のためではなく、仕事そのものが目的化し始めた世代でもある。いわゆる「均等法第一世代」であり、職場では男女伍して働く姿勢が身についている反面、戦前生まれの親に育てられた影響もあって「男らしさ」「女らしさ」にこだわる感覚を残している。
またバブル世代は、バブル崩壊後の不況による企業の放置と新入社員の減少により、技術力と指導力が不足しており、また数が絞られて一部のみが少数精鋭型で養成されているため、「世代間選抜が始まった世代」と定義する者もいる。
以前の「モーレツ社員」（団塊の世代）や、それ以降の「就職氷河期」世代などと比較されることがある。
バブル世代は、就職氷河期の前の企業の大量採用により苦労せず、就職氷河期以前の価値観を持って入社し、さらに同期が多い。そのためバブル世代は、しらけ世代（または断層の世代）以前の社会の考え方や就職氷河期以降の社会の考え方と反りが合わず、自立心があまりなく、依存体質であり、会社の負担であるといわれており、一部では「花の90年組」と皮肉をこめて呼ぶ者もいる。一部の者が気性の激しいことから、会社内では部下に迷惑をかけるクラッシャー上司と呼ばれ、家庭では学校に不当なクレームをつけ、学校関係者に過度の負担を強い、ひいては他の生徒や保護者に迷惑をかけるという現象が社会問題となったことから、その者たちをモンスターペアレントと呼んだ。